# Union Square (musikgrupp)
Union Square var ett fyrmannaband från Falkenberg, Sverige. Bandets musik kan beskrivas som explosiv punkrock med inslag av pop såväl som metal. 
Efter att ha turnerat i USA under sommaren 2007 och vunnit tävlingarna Bandit Unsigned samt MTV Nordic Unsigned, skrev de skivkontrakt med Warner Records, varpå de släppte sitt debutalbum Making Bets in a Burning House (producerat av Christian Silver) i januari 2009. "Deceit" och "Breakout" är de låtar från albumet som har släppts som singlar. 
Union Square skulle ha uppträtt på "Stagedive Day Out" den 22 augusti 2009, men de var tvungna att ställa in sin spelning då gitarristen, Sebastian Gustafsson, hade brutit fingret. Det svenska Post-Hardcore bandet Herbrightskies ersatte Union Square. Union Square hade ett tätt samarbete med streetklädesmärket Heroes Clothing. Bandet bröt upp sommaren 2009 och tre av medlemmarna har tillsammans med en ny gitarrist startat bandet A Silent Escape.  